# Johann Georg Specht

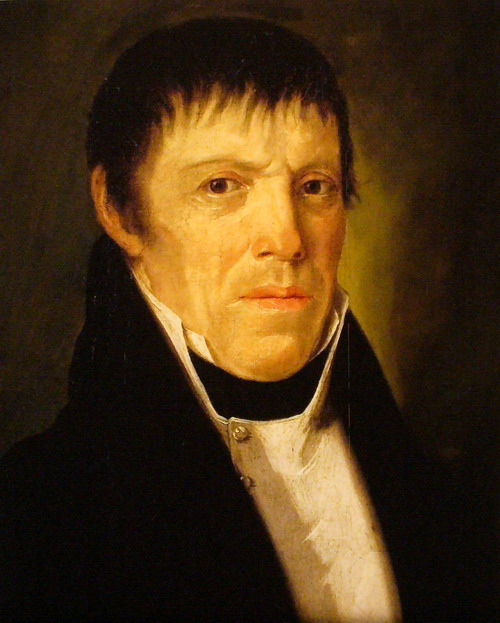
Johann Georg Specht

Johann Georg Specht (* 20. Dezember 1721 in Lindenberg im Allgäu; † 30. Dezember 1803) war Baumeister des Spätbarock und gehörte der sogenannten Vorarlberger Bauschule oder den Meistern des Vorarlberger Münsterschemas an.

## Leben
Er lernte sein Handwerk beim Vorarlberger Baumeister Peter Thumb (siehe Wallfahrtskirche Birnau).
Specht plante und baute im Allgäu und in Oberschwaben eine große Zahl von Bauwerken.
Dazu zählen auch Wasserwerke, Brücken, Mühlen, Wohn- und Ökonomiegebäude sowie Schlösser und Kirchen.
Sein Hauptwerk fand er 1771 in der Wiblinger Klosterkirche St. Martin, die er zwar plante und begann, aber nicht fertigstellen durfte. Der bayerische Baumeister, Maler und spätere kurtrierische Hofmaler Januarius Zick hatte bereits vor 1783 das Vertrauen des Auftraggebers erworben und erreicht, dass er selbst mit dem Weiterbau beauftragt und Specht entlassen wurde.

## Ehrungen
In seiner Geburtsstadt Lindenberg im Allgäu wurde die Baumeister-Specht-Straße nach ihm benannt.

## Werke
- 1746–1748: Schloss in Ratzenried. Anbau N-Flügel und N-Turm[2]
- 1748–1750: verschiedene Bauten am Schloss (Ökonomiegebäude) in Ratzenried.
- 1750: Erweiterung des Klosters Löwenthal (heute Stadtgebiet von Friedrichshafen)
- 1751: Kirche in Siggen, Pfarrhof in Herlazhofen, Wasserwerk in Vollmaringen
- 1752: Umbau des dreiteiligen Schlosses zu einem Gesamtwerk, Bau der Kirche und Umbau des Pfarrhofes in Amtzell
- 1752–1753: Kirchenumbauten in Baisingen (heute Ortsteil von Rottenburg am Neckar) und Gründringen (heute Ortsteil von Nagold)
- 1755–1756: Schloss Rimpach und Kapelle St. Leonhard in Rimpach (heute Stadtgebiet von Leutkirch, Ortsteil Friesenhofen)
- 1758: Pfarrhof in Siggen
- 1760: Bogenbrücke bei Mäuchen bei Opfenbach
- 1762: Pfarrkirche in Amtzell
- 1764: verschiedene Brücken, Bau der alten Pfarrkirche (Aureliuskirche) in Lindenberg im Allgäu
- 1765: Pfarrhof in Heimenkirch, Feldkapelle in Mittelbiberach, Schlosskapelle in Rimpach (heute Stadtgebiet von Leutkirch, Ortsteil Friesenhofen), Kirche in Eglofs (–1766)
- 1766–1769: Schloss Kleinlaupheim in Laupheim
- 1767: Turm der Kirche in Niedersonthofen (heute Gemarkung in der Gemeinde Waltenhofen)
- 1771: Pfarrkirche in Wiggensbach bei Kempten, Turmkuppel in Lindau
- 1771–1778: Klosterkirche in Wiblingen
- 1778: Thurn- und Taxis’sche Posthalterei in Kempten
- 1780–1782: Bauten an Ökonomiegebäuden im Kloster Irsee
- 1786: Plan für Kirche St. Blasius in Weiler
- 1786–1789: Schloss Neu-Trauchburg bei Isny
- 1792: Pfarrkirche St. Gallus in Scheidegg bei Lindenberg im Allgäu
- 1793: Ruhlandser Brücke bei Opfenbach
- 1796: Kirche in Scheidegg
- 1801: Ziegelstadel in Lindenberg im Allgäu

Bauten Spechts
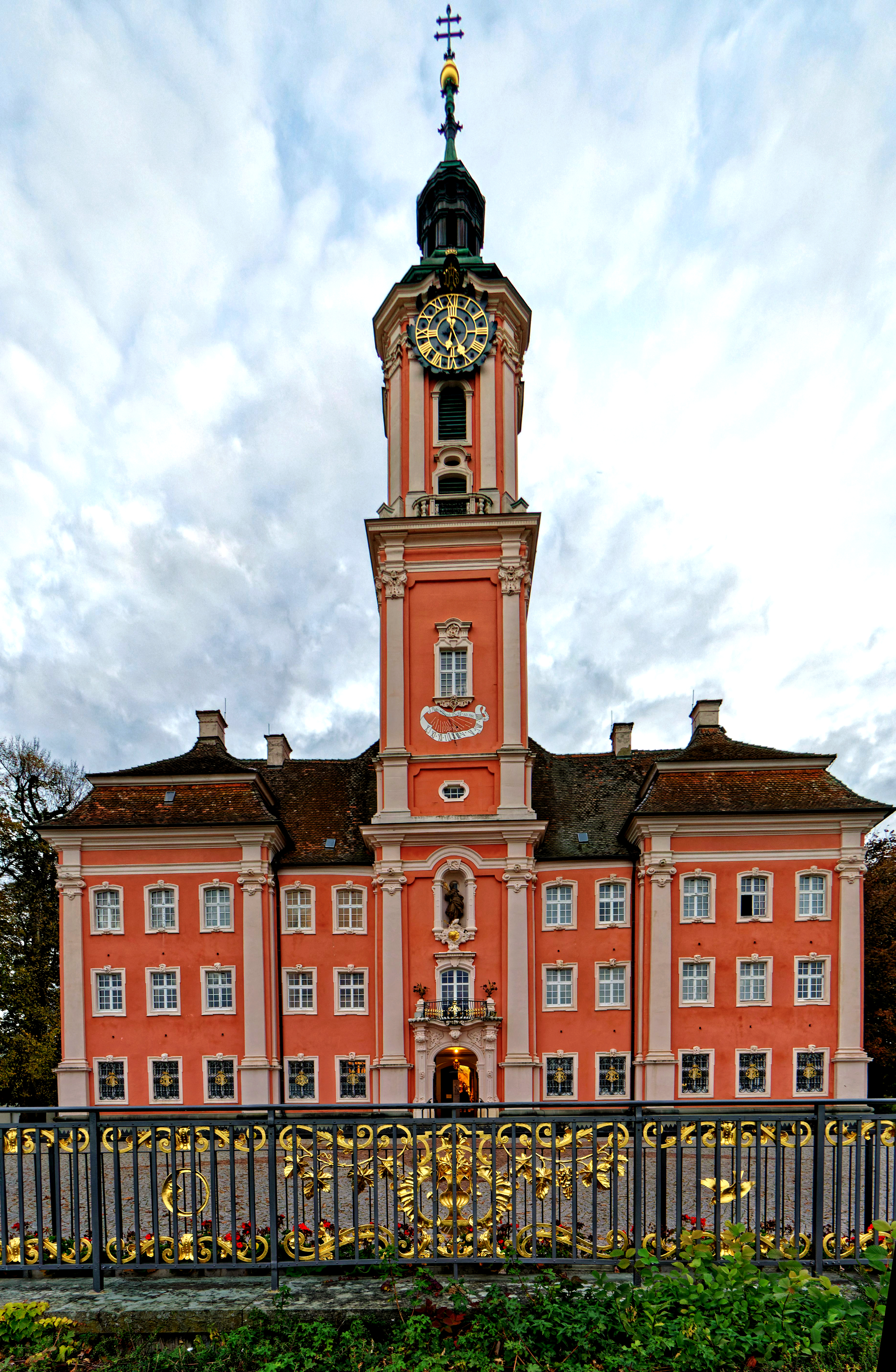
Die Wallfahrtskirche Birnau im Abendlicht
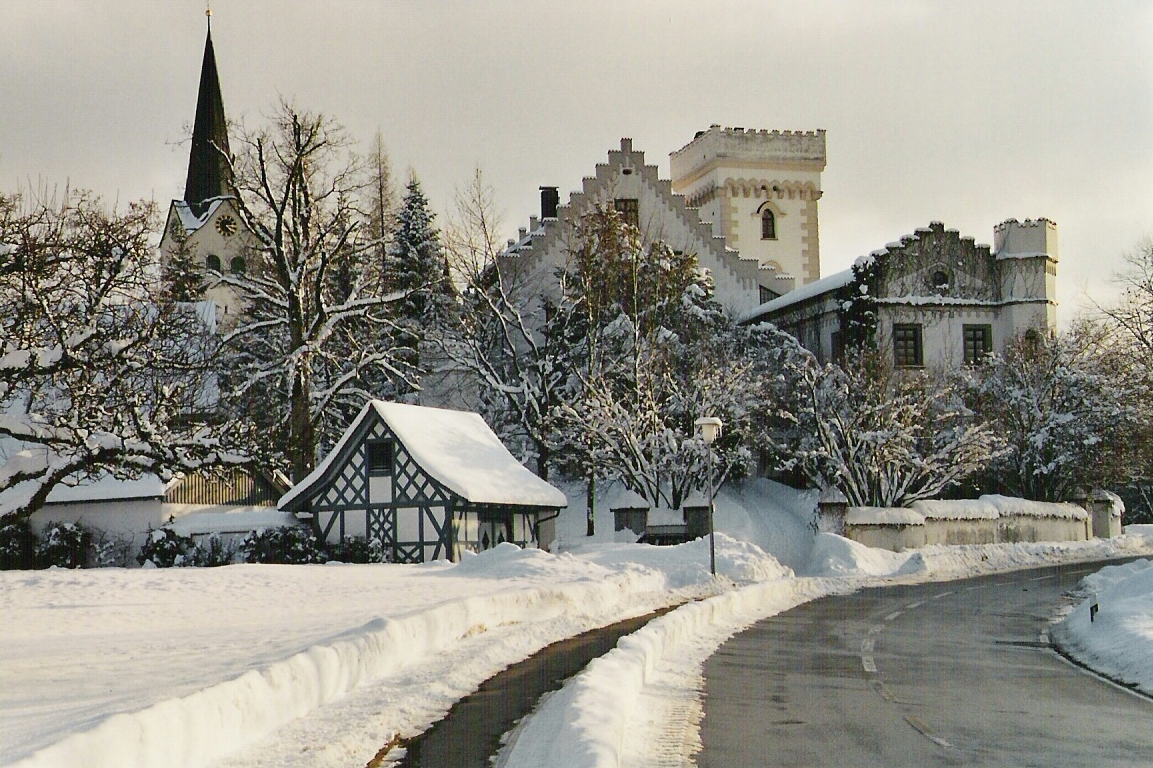
Schloss Ratzenried, Gemeinde Argenbühl
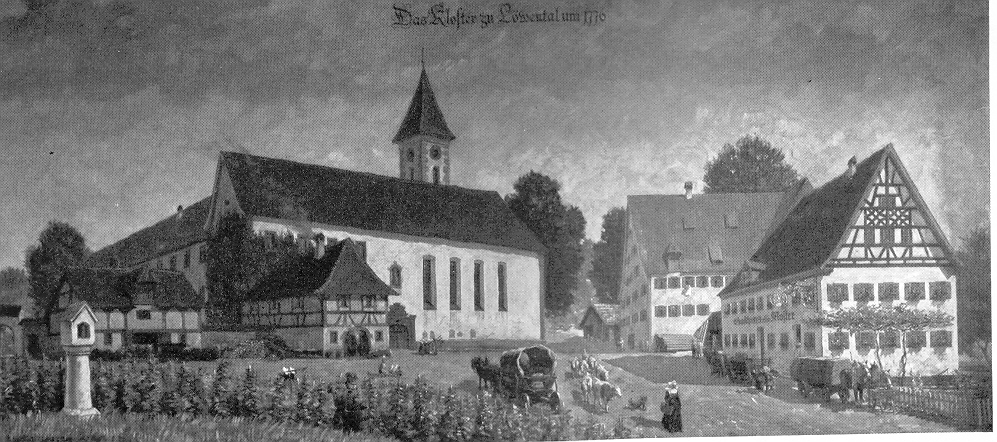
Kloster Löwental, Friedrichshafen
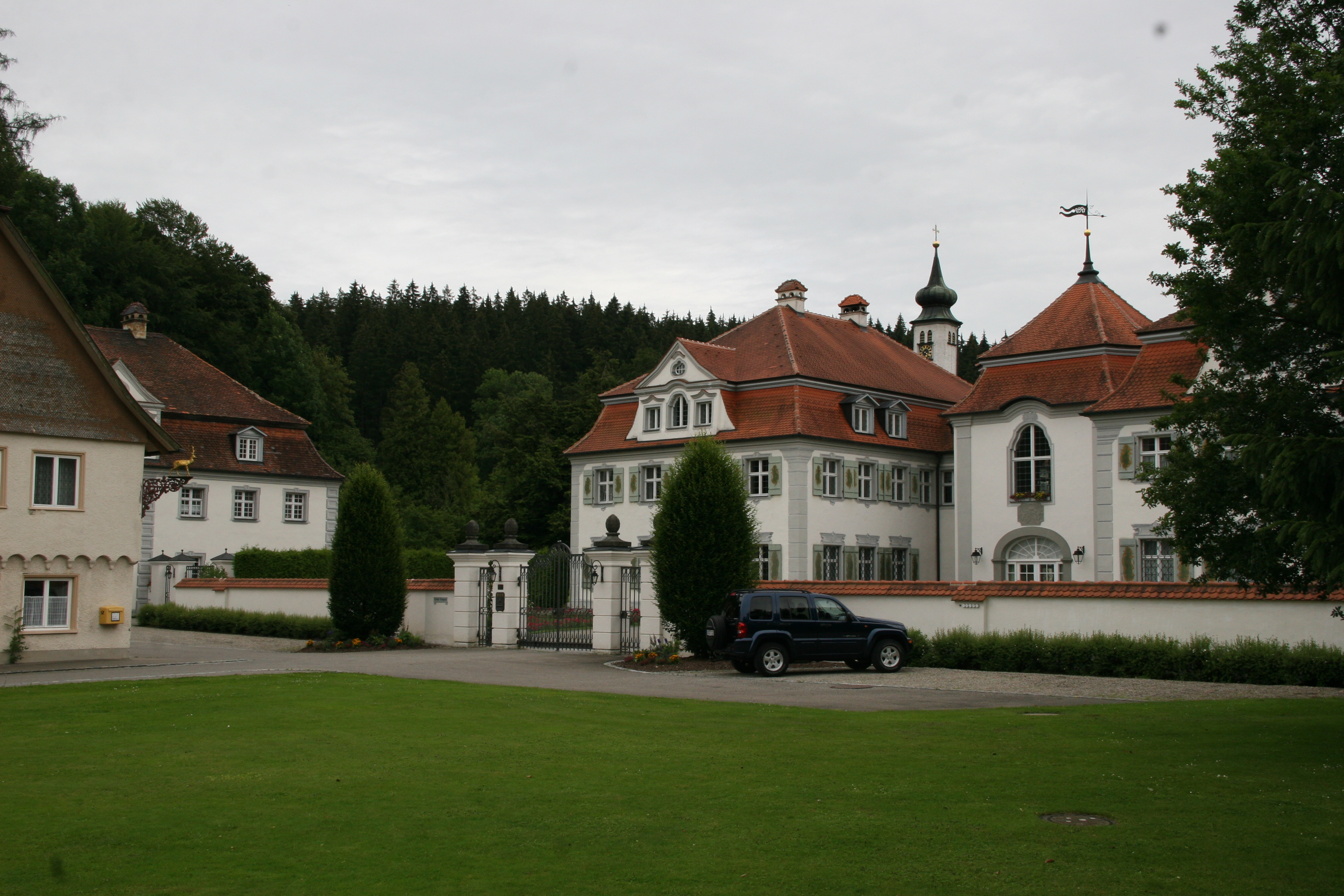
Schloss Rimpach
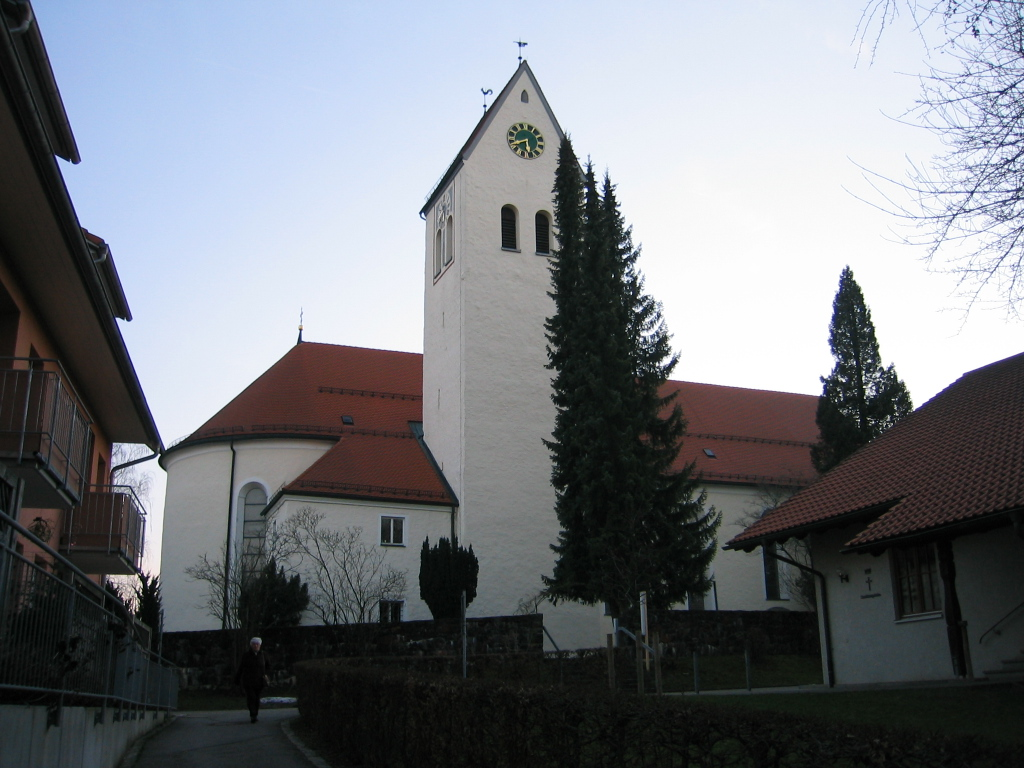
Pfarrkirche Eglofs
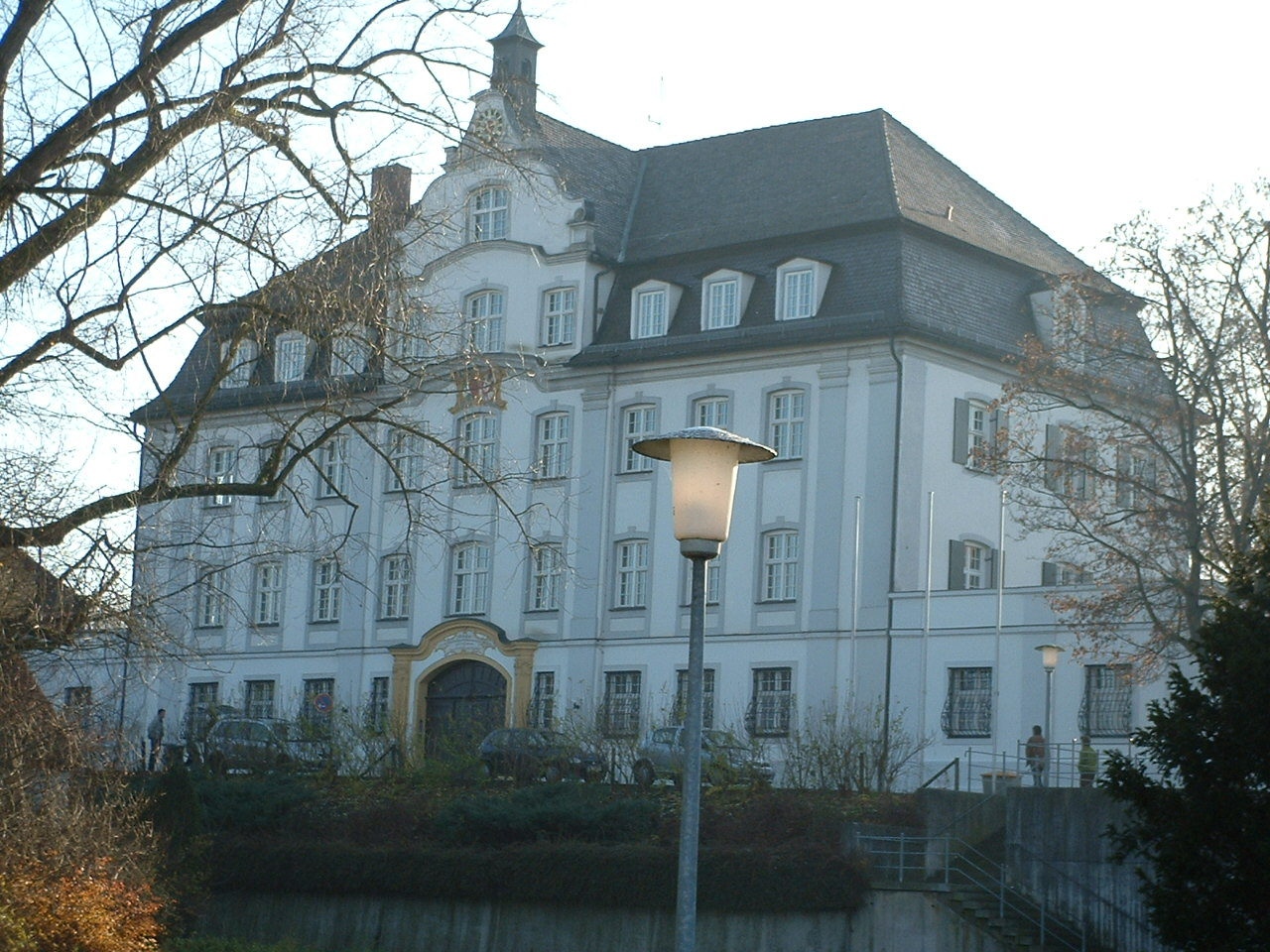
Schloss Kleinlaupheim
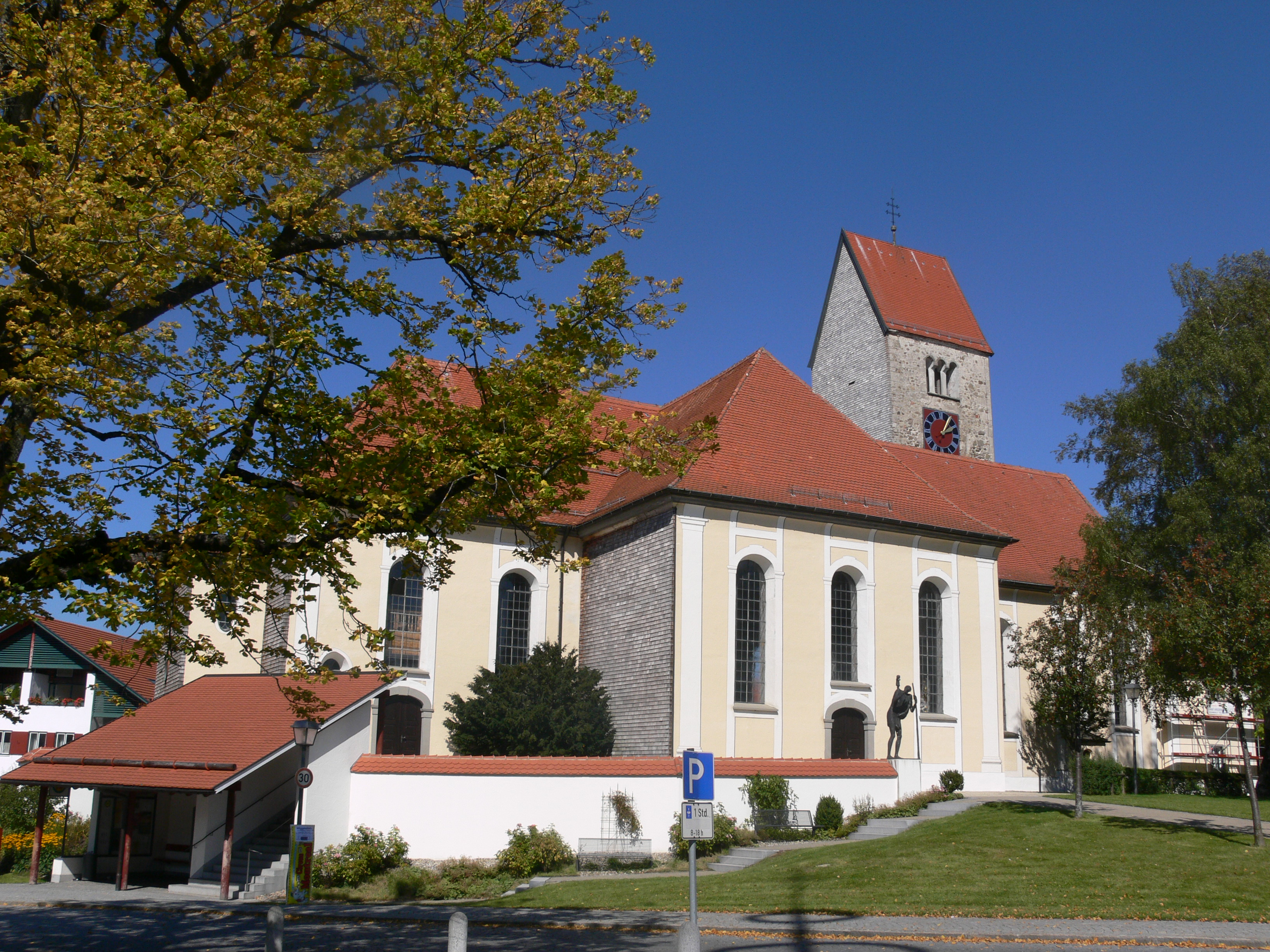
Pfarrkirche Wiggensbach
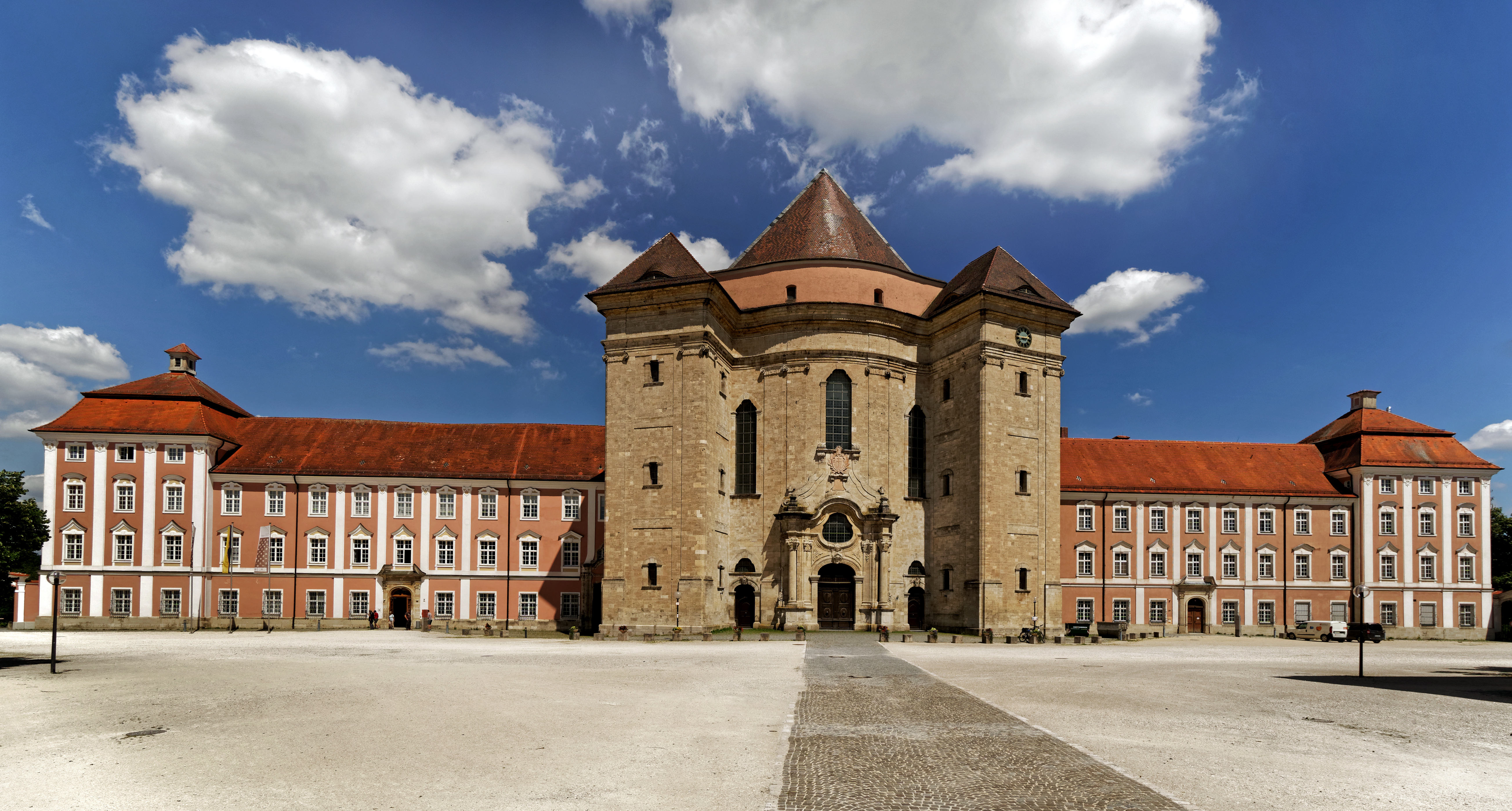
Klosterkirche Wiblingen
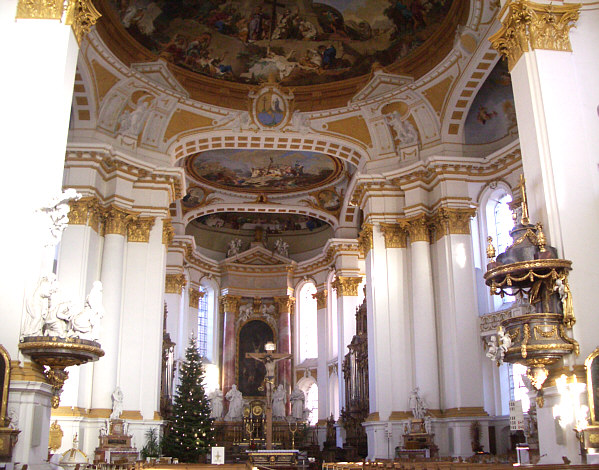
Klosterkirche Wiblingen Innenansicht
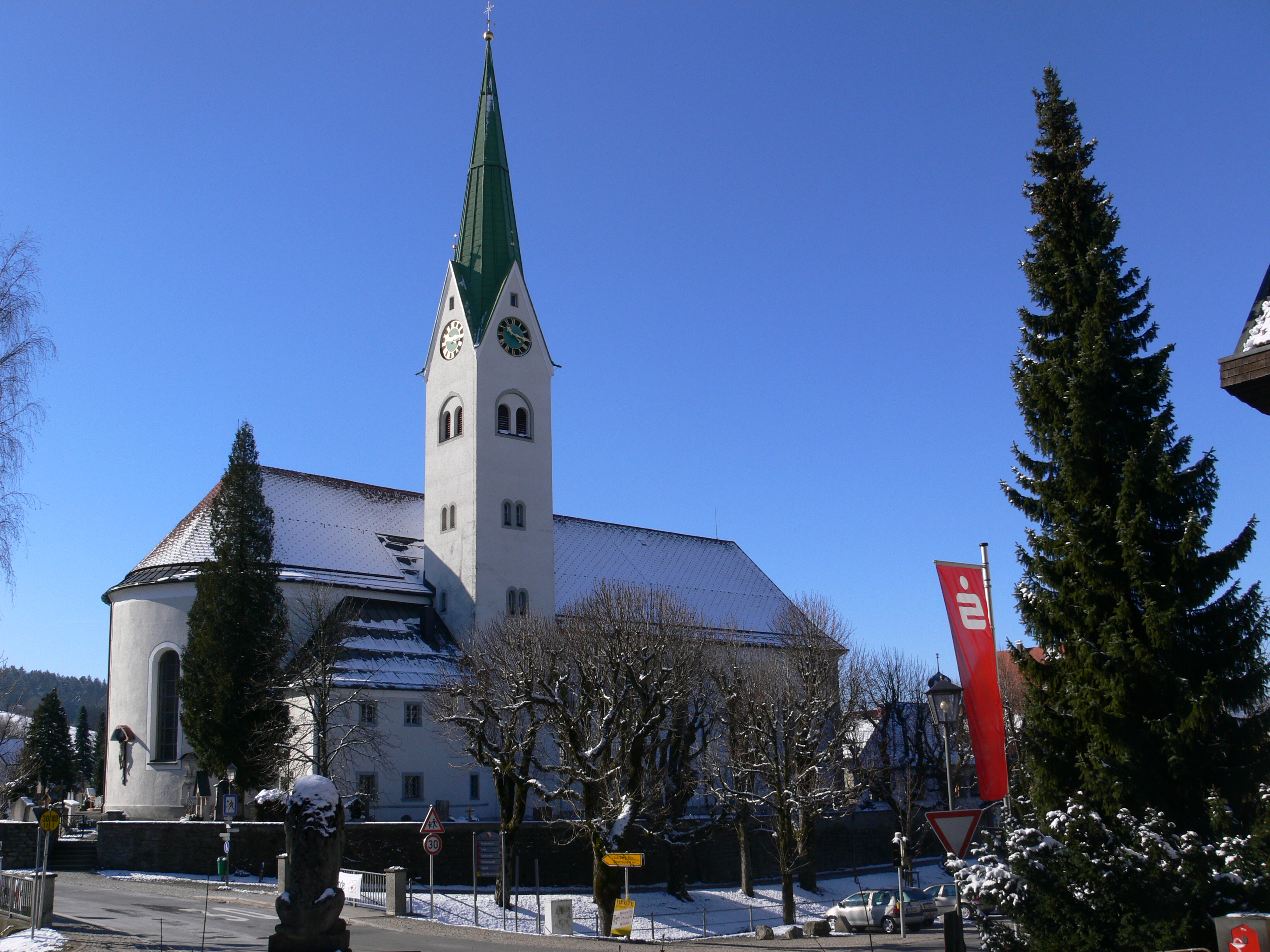
Pfarrkirche Weiler
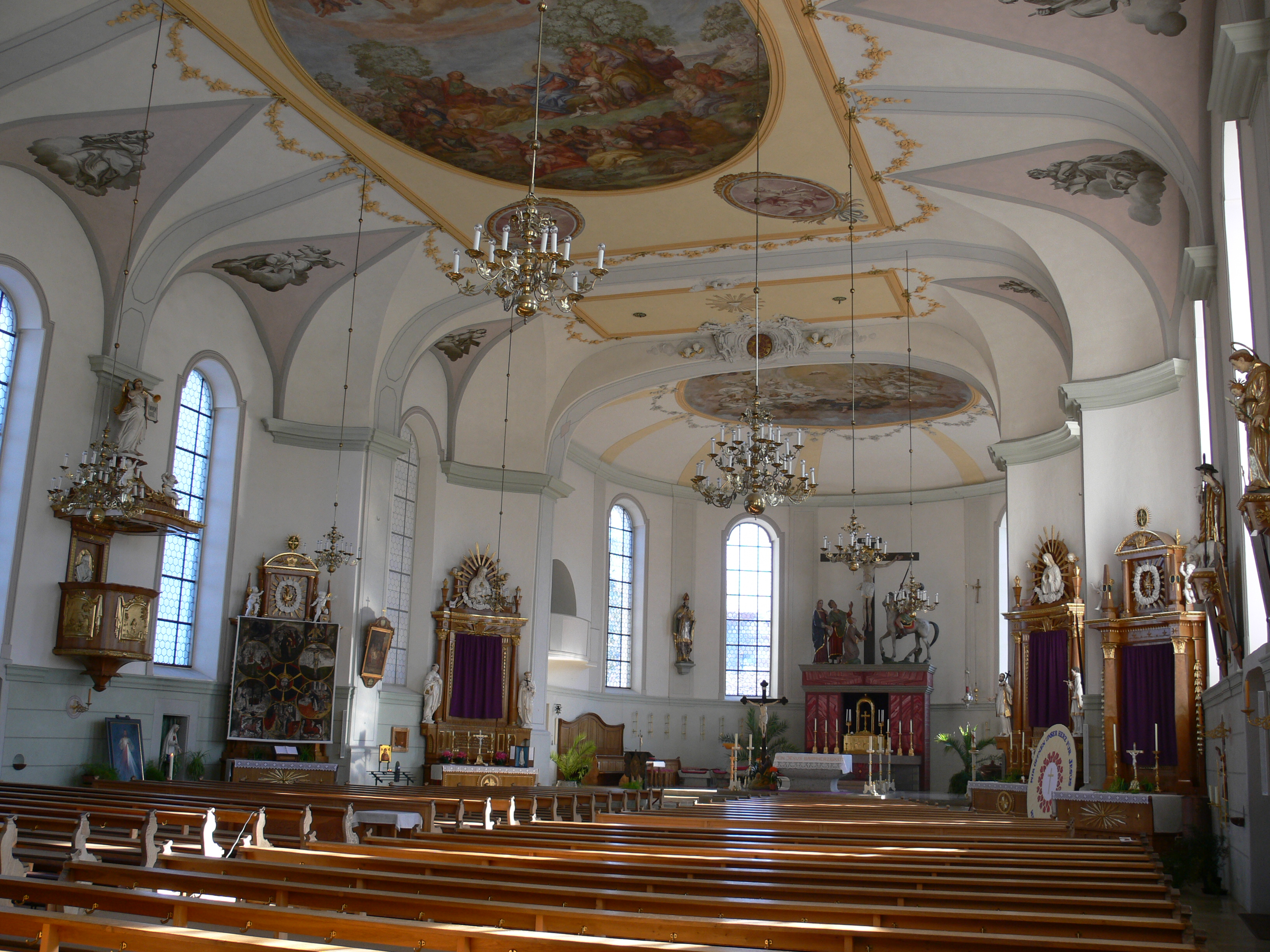
Pfarrkirche Weiler, Innenansicht
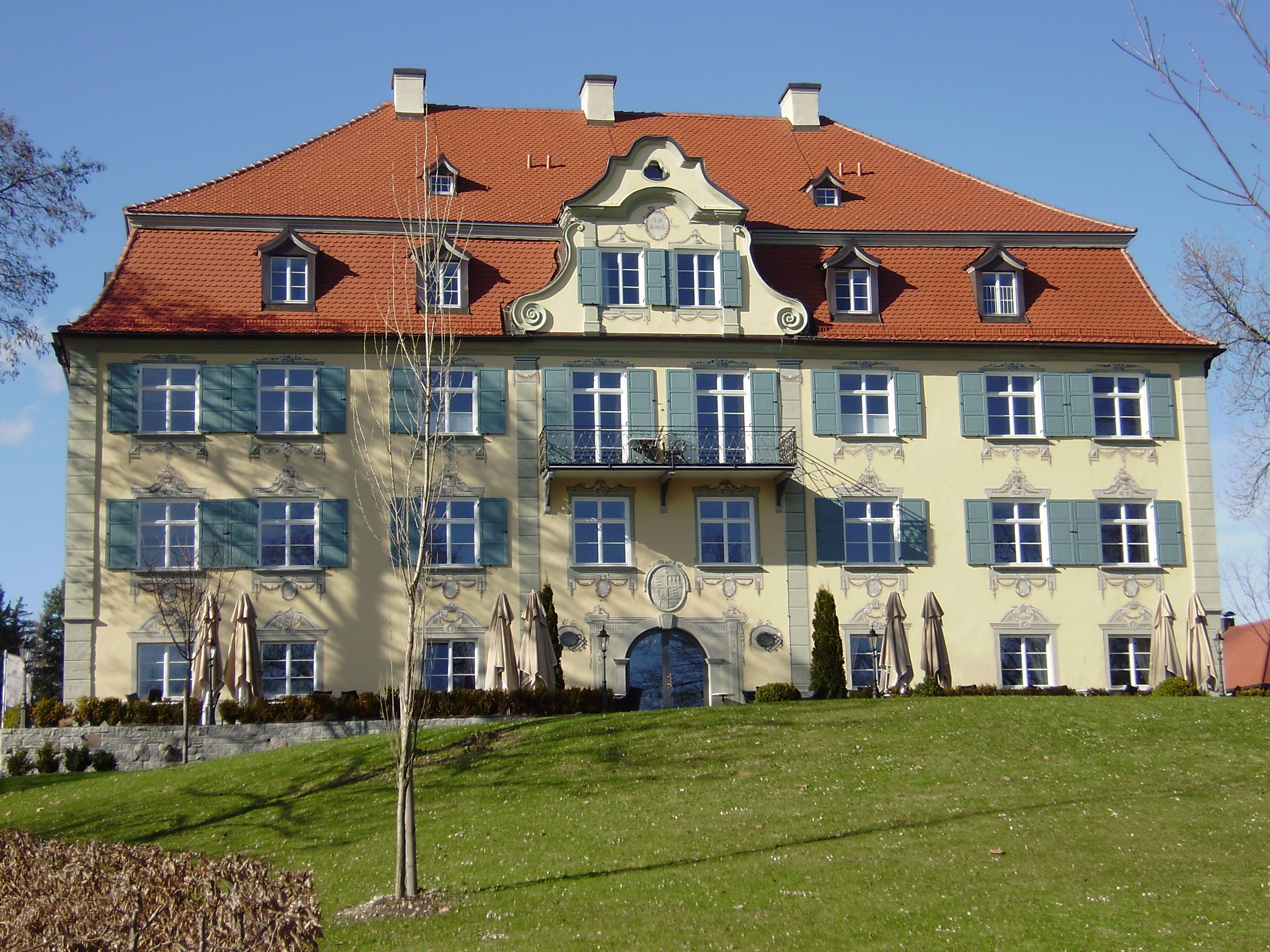
Schloss Neutrauchburg bei Isny
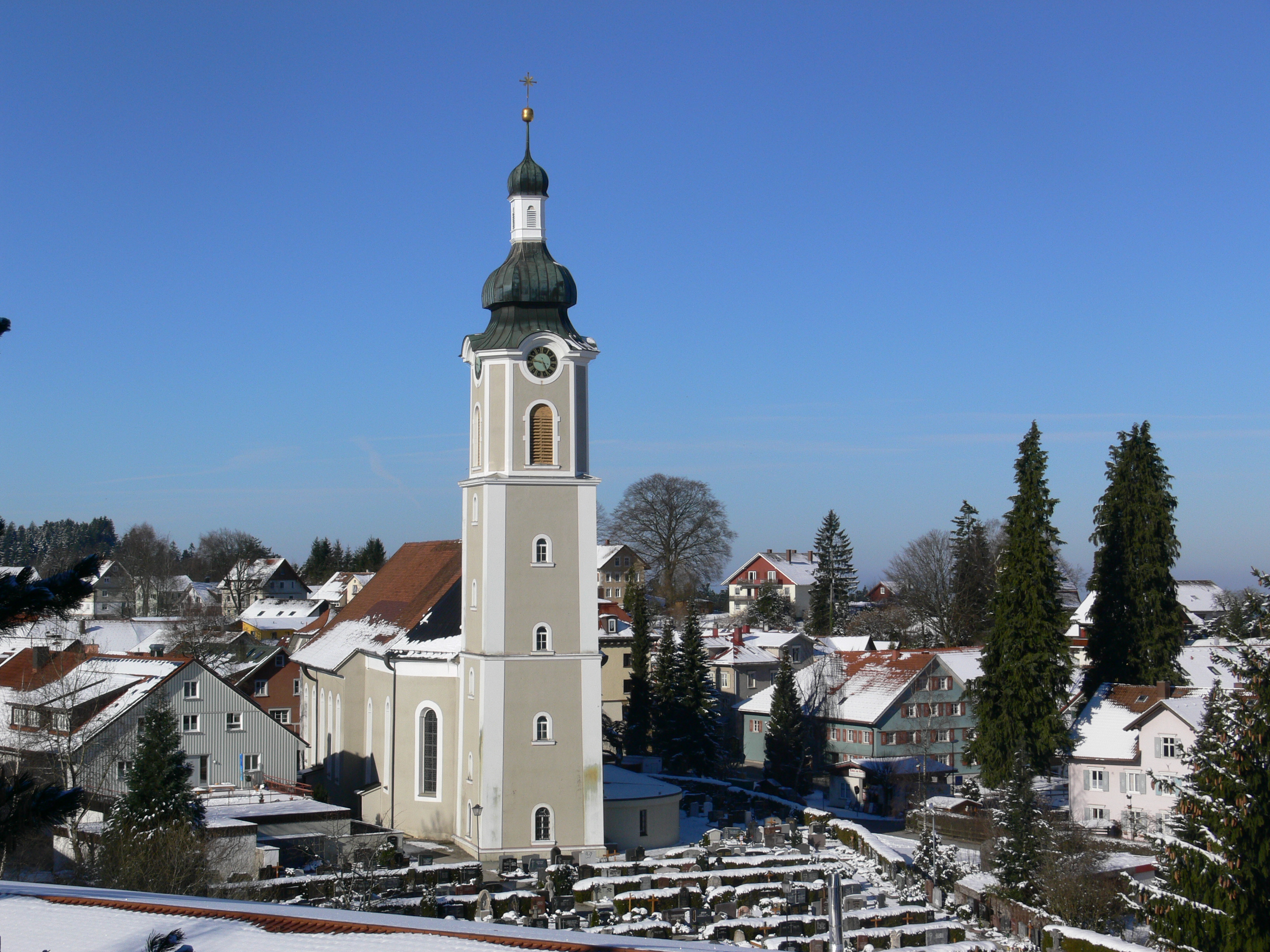
Pfarrkirche Scheidegg

## Bemerkungen, Einzelnachweise
1. ↑  Hin und wieder wird auch 1720 als Geburtsjahr genannt. Hier handelt es sich um den Erstgeborenen, der jedoch kurz nach der Geburt starb. Nach Brauch und Sitte erhielt der Zweitgeborene den gleichen Namen – meist den des Paten (siehe Literatur Bilger 1977, Seite 13)
2. ↑  siehe Burgeninventar Burgen und Schlösser im Landkreis Ravensburg (Memento vom 28. Januar 2010 im Internet Archive)

| Personendaten    | Personendaten                     |
| ---------------- | --------------------------------- |
| NAME             | Specht, Johann Georg              |
| KURZBESCHREIBUNG | Baumeister am Ende der Barockzeit |
| GEBURTSDATUM     | 20. Dezember 1721                 |
| GEBURTSORT       | Lindenberg im Allgäu              |
| STERBEDATUM      | 30. Dezember 1803                 |